# Yao Schäfer-Tsahe
Yao Schäfer-Tsahe (* 10. Mai 1973 in Lomé, Togo) ist ein ehemaliger deutscher Basketballspieler togoischer Abstammung.

## Laufbahn
Schäfer-Tsahe wurde in Togo geboren und kam im Alter von vier Jahren zu Adoptiveltern nach Deutschland und wuchs in München auf. Nach dem Realschulabschluss lernte er Krankengymnast. Der 2,02 Meter große Innenspieler spielte bei DJK SB München, bei Lotus München, beim Bundesligisten TVG Trier sowie für die Zweitligisten Post Karlsruhe und SG Braunschweig, ehe er 1995 zur TG Landshut in die Basketball-Bundesliga wechselte. Im Laufe des Spieljahres 1996/97 zog sich Landshut vom Spielbetrieb zurück, Schäfer-Tsahe ging nach Norddeutschland und beendete die Saison beim BCJ Hamburg in der 2. Basketball-Bundesliga.
Zur Saison 1997/98 wechselte er zum österreichischen Bundesligisten Oberwart und blieb dort bis 1999. Mit den Burgenländern gewann er 1999 den nationalen Pokalwettbewerb. Nach drei Spielzeiten in seinem Heimatland (2000 bis 2003 beim Zweitligisten BBC Bayreuth) zog es ihn nach Österreich zurück. Zwischen 2003 und 2007 verstärkte er den Bundesligisten UKJ St. Pölten unter dem Korb, in der Saison 2007/08 war Schäfer-Tsahe in einer zweiten Amtszeit erneut in Oberwart beschäftigt und spielte zum Abschluss seiner Leistungssportkarriere von 2008 bis 2011 für die Güssing Knights in der Bundesliga.
Nach seinem Karriereende wurde er als Sportlehrer beim Breitensportverband Sportunion Burgenland beruflich tätig. Dem Basketball blieb er unter anderem als Trainer der Jugendauswahl des Burgenlandes, als Trainer in Güssing und bei den Jennersdorf Blackbirds verbunden.